# Silja Graupe
Silja Graupe (* 1975) ist eine deutsche Ökonomin. Sie ist seit Mai 2015 Professorin für Ökonomie und Philosophie sowie seit Oktober 2021 Präsidentin der Hochschule für Gesellschaftsgestaltung. Sie ist Gründungsmitglied und stellvertretende Vorstandssprecherin der Gesellschaft für sozioökonomische Bildung und Wissenschaft (GSÖBW), Mitglied der Gesellschaft für interkulturelle Philosophie und der Gesellschaft für Bildung und Wissen sowie Senatorin des Senate of Economy Europe. 2016 erhielt sie als eine von „25 Frauen, die unsere Welt besser machen“ den Edition F Award.

## Akademischer Werdegang
Silja Graupe absolvierte zunächst einen Diplomstudiengang in Wirtschaftsingenieurwesen an der Technischen Universität Berlin, um sich dann der ostasiatischen Philosophie zuzuwenden, ohne jedoch einen Wirtschaftsschwerpunkt aufzugeben. So promovierte sie 2005 zum Thema Der Ort ökonomischen Denkens. Die Methodologie der Wirtschaftswissenschaften im Licht japanischer Philosophie. Ihre Postdoc-Phase am Philosophischen Seminar an der Universität zu Köln wurde von mehreren Auslandsaufenthalten als Visiting Research Fellow an der Catholic University of America, Washington D.C., und der Hitotsubashi-Universität, Tokio, begleitet. 2010 verbrachte sie in gleicher Funktion einen Gastforschungsaufenthalt an der University of Hawai’i, Honolulu.
Von 2009 bis 2014 lehrte sie, zunächst als Juniorprofessorin im Fachbereich Bildungswissenschaften, später als Professorin im Fachbereich Wirtschaft, an der Alanus Hochschule für Kunst und Gesellschaft in Alfter bei Bonn. Seit Februar 2014 ist sie Mitglied des Präsidiums der Hochschule für Gesellschaftsgestaltung (damals Cusanus Hochschule), zu deren Gründungsmitgliedern sie gehört. Seitdem hat sie außerdem die Professur für Ökonomie und Philosophie am Institut für Ökonomie der Hochschule inne.
In einem Streit um die inhaltliche Schwerpunktsetzung, den Kanon der Lehre und die Integration aller in die Hochschule verließen fast alle Lehrenden des Philosophischen Seminars die Hochschule.

## Forschungs- und Lehrschwerpunkte

### Imagination und Ökonomie
Graupe gilt als Vorreiterin im Bereich der Imaginations- und Zukunftsforschung der Ökonomie. In ihren Forschungen zeigt sie, dass Wirtschaftsakteure imaginative und kreative Fähigkeiten besitzen, die sie dazu nutzen, um ökonomische und gesellschaftliche Realitäten zu imaginieren und zu realisieren. Dabei entwickelt sie ein neues Erkenntnisparadigma für die Ökonomie, das die hochgradig abstrakten und rationalen Wissensformen, wie sie der ökonomische Mainstream seinen Modellen zugrunde legt, um zahlreiche weitere Schichten und Wissensformen erweitert. Eine wichtige Rolle kommt dabei dem Gemeinsinn zu, der verschiedene Wissensformen vermittelt und integriert. Gemeinsam mit Walter O. Ötsch hat sie das entsprechende Forschungsfeld innerhalb der deutschsprachigen Ökonomik angestoßen.
Graupes Grundlagenforschung ging u. a. in die Konzeption des Master-Studiengangs „Ökonomie – Imagination – Zukunftsgestaltung“ ein, der im Wintersemester 2021/22 an der Cusanus Hochschule für Gesellschaftsgestaltung startete. In seinem Rahmen sollen Studierende imaginative und narrative Fähigkeiten ausbilden und für eigene, zukunftsfähige Wirtschaftspraktiken nutzbar machen.

### Neue ökonomische Bildung und Wissenschaft
Graupe vertritt in Forschung und Lehre den Standpunkt, dass gegenwärtig die Ökonomie von einer geistigen Monokultur, d. h. einem dogmatischen Mainstreamdenken (insbesondere der Neoklassik) durchsetzt sei und dabei bewusst oder unbewusst unsere Lebenswelt gestalte. Diese geistige Monokultur fuße dabei auf Annahmen, die allerdings in hohem Maße aus wissenschaftstheoretischer, empirischer oder normativer Perspektive infrage zu stellen seien. Dies sei insbesondere aufgrund ihrer ökonomisierenden Auswirkungen auf soziale und wirtschaftliche Realitäten erforderlich. Ihre Kritik richtet sich dabei vor allem auf ökonomische Lehre und dort verwendete Lehrmittel. Im Rahmen mehrerer Forschungsprojekte hat sie den einschlägigen Lehrbüchern neben oben genannten Aspekten auch indoktrinierende Tendenzen nachgewiesen.
Reflexivität, Selbstkritik und Multiperspektivität seien für die gegenwärtige Ökonomie daher höchst wichtig. Entsprechende Angebote unterbreitet sie mit ihrer erkenntnistheoretischen Grundlagenforschung und dem institutionellen Aufbau neuer Studiengänge. Das von Graupe mitentwickelte Studienangebot der Cusanus Hochschule für Gesellschaftsgestaltung steht dafür beispielhaft. Historische und soziale Kontextualisierung von Wirtschaft, philosophische Reflexion und Kritik von Wirtschaft und Wirtschaftswissenschaft wie auch alternative Wissens- und Praxisformen bilden Kernbestandteile desselben.

### Transformative Wissenschaft
Graupe gilt als Vertreterin eines transformativen Wissenschaftsverständnisses, das sich dezidiert von einem „Rückzug in den akademischen Elfenbeinturm“ distanziert. Forschende, insbesondere auch in den Wirtschaftswissenschaften, müssten im Kontext einer krisenhaften Welt mit ihren wissenschaftlichen Tätigkeiten Verantwortung übernehmen, Zukunftsbilder und Lösungspfade anbieten. Als Vizepräsidentin war sie vor diesem Hintergrund an der Entwicklung des neuen Hochschultypus „Hochschule für Gesellschaftsgestaltung“ beteiligt, den die Cusanus Hochschule 2020 bildet. Insgesamt nimmt sie neben wissenschaftlichen, schwerpunktmäßig öffentliche und transdisziplinäre Veranstaltungen wahr.

## Schriften (Auswahl)
- Silja Graupe: Der Ort ökonomischen Denkens. Die Methodologie der Wirtschaftswissenschaften im Licht japanischer Philosophie. Ontos, Heusenstamm 2005, ISBN 3-937202-87-0. (englische Übersetzung: The Basho of Economics. An Intercultural Analysis of the Process of Economics. Ontos, Heusenstamm 2007, ISBN 978-3-938793-08-4)
- Silja Graupe (2021): ‚Change is always as a last resort change in habits of thought‘: for a new biodiversity of cognition in the face of today’s crisis. International Journal for Pluralism and Economic Education 11(3), S. 243–254. Online hier.
- Silja Graupe (2021): Die Entleerung der Bildung – Ökonomisierung als radikales Reframing. In: Thomas Hauser, Philippe Merz (Hrsg.): Vom Bürger zum Konsumenten. Wie die Ökonomisierung unser Leben verändert. Stuttgart: Kohlhammer Verlag.
- Silja Graupe: Der Gemeinsinn als dynamisches Fundament von Wirtschaft und Gesellschaft. Für ein neues Erkenntnisparadigma der Ökonomie. In: Stephan Pühringer, Silja Graupe, Katrin Hirte, Jakob Kapeller, Stephan Panther (Hrsg.): Jenseits der Konventionen: Alternatives Denken zu Wirtschaft, Gesellschaft und Politik: Eine Festschrift für Walter O. Ötsch. Metropolis, Marburg 2020, S. 387–418. Online hier.
- Walter Otto Ötsch, Silja Graupe: Imagination und Bildlichkeit der Wirtschaft. Zur Geschichte und Aktualität imaginativer Fähigkeiten in der Ökonomie. Springer VS, Wiesbaden 2020.
- Silja Graupe, Walter Otto Ötsch, Florian Rommel (Hg.): Spiel-Räume des Denkens. Festschrift zu Ehren von Karl-Heinz Brodbeck, Metropolis Verlag, Marburg 2019, ISBN 978-3-7316-1379-4.
- Lars Hochmann, Silja Graupe, Thomas Korbun, Stephan Panther, Uwe Schneidewind: Möglichkeitswissenschaften. Ökonomie mit Möglichkeitssinn. Metropolis, Marburg 2019.
- T. Engartner, C. Fridrich, S. Graupe, R. Hedtke, G. Tafner (Hrsg.): Sozioökonomische Bildung und Wissenschaft. Entwicklungslinien und Perspektiven. Springer VS, Wiesbaden 2018.
- Silja Graupe, Theresa Steffestun: „The market deals out profits and losses“ – How Standard Economic Texbooks Promote Uncritical Thinking in Metaphors. In: Journal of Social Science Education. Band 17, Nr. 3, 2018, S. 5–18.
- Silja Graupe: Der manipulierbare Geist. Das Menschenbild hinter dem Change Management – und wie man sich dagegen wehren kann. In: Jochen Krautz, Matthias Burchardt (Hrsg.): Time for Change? Schule zwischen demokratischem Bildungsauftrag und manipulativer Steuerung. kopaed, München 2018.
- Silja Graupe: Geld als Denkzwang? Auswege aus dem Gefängnis der Ökonomie. In: Karl-Heinz Brodbeck, Silja Graupe (Hrsg.): Geld! Welches Geld? Geld als Denkform. Metroplis, Marburg 2016, S. 121–152.
- Silja Graupe: Ökonomische Bildung: Die Geistige Monokultur der Wirtschaftswissenschaft und ihre Alternativen. In: Coincidentia. Zeitschrift für europäische Geistesgeschichte. Beiheft 2: Bildung und fragendes Denken. (herausgegeben von Harald Schwaetzer), 2013, S. 139–165. (silja-graupe.de)
- Silja Graupe: Wozu wissen? Zur Bedeutung der (interkulturellen) Philosophie in der modernen Wissensgesellschaft. In: Claudia Bickmann, Markus Wirtz (Hrsg.): Sinnhorizonte. Weltphilosophien zur Bildbarkeit des Menschen. (= Weltphilosophien im Gespräch. Band 9). Verlag Traugott Bautz, 2012, ISBN 978-3-88309-749-7, S. 83–104.